# Джеймс Джонс (баскетболіст)
Джеймс Ендрю Джонс (англ. James Andrew Jones; нар. 4 жовтня 1980) — американський професійний баскетболіст. виступає за клуб НБА «Маямі Гіт» під 22 номером. Позиція — легкий форвард.

## Кар'єра у НБА
Джонс був обраний на драфті 2003 під 49 загальним номером клубом «Індіана Пейсерз».
У дебютному сезоні Джонс провів на майданчику лише 26 хвилин. Він взяв участь у 6 іграх регулярної першості.
У наступному сезоні Джеймс майже не пропускав ігор. Він взяв участь у 75 іграх регулярної першості; при цьому середня результативність Джеймса становила 4.9 очок за гру. Також варто відмітити доволі високу точність виконання триочкових — за цим показником Джонс посів 25 місце в лізі (39.8 % влучань).
25 серпня 2005 року Джонса обміняли у «Фінікс Санз». У цій команді він трохи покращив свої статистичні показники, та все ж не був явним гравцем основи (якщо у сезоні 2003-04 Джонс проводив на майданчику в середньому 17.7 хвилин за гру, то у сезоні 2004-05 — 23.6 хвилин).
У липні 2007 року Джонс перейшов у «Портленд Трейл-Блейзерс».
У сезоні 2007-08 Джонс був третім у НБА за процентом реалізації трьохочкових — 44.4 % (він поступився Джейсону Капоно та Стіву Нешу). Говорячи про трьохочкові кидки у виконанні Джонса, варто зазначити, що у сезонах 2003-04, 2004-05, 2006-07, 2007-08, 2009-10 та 2010-11 у Джеймса процент реалізації трьохочкових перевищував процент реалізації з гри загалом.
9 липня 2008 Джонс підписав контракт із «Гіт».

### Статистика кар'єри в НБА
| † | Позначає сезон у якому Джонс став чемпіоном НБА |

#### Регулярний сезон
| Сезон    | Команда                 | GP  | GS | MPG  | FG%  | 3P%  | FT%   | RPG | APG | SPG | BPG | PPG |
| -------- | ----------------------- | --- | -- | ---- | ---- | ---- | ----- | --- | --- | --- | --- | --- |
| 2003–04  | Індіана Пейсерз         | 6   | 0  | 4.3  | .222 | .250 | 1.000 | .3  | .0  | .2  | .0  | 1.2 |
| 2004–05  | Індіана Пейсерз         | 75  | 24 | 17.7 | .396 | .398 | .855  | 2.3 | .8  | .4  | .4  | 4.9 |
| 2005–06  | Фінікс Санз             | 75  | 24 | 23.6 | .418 | .386 | .851  | 3.4 | .8  | .5  | .7  | 9.3 |
| 2006–07  | Фінікс Санз             | 76  | 7  | 18.1 | .368 | .378 | .877  | 2.3 | .6  | .4  | .6  | 6.4 |
| 2007–08  | Портленд Трейл-Блейзерс | 58  | 3  | 22.0 | .437 | .444 | .878  | 2.8 | .6  | .4  | .3  | 8.0 |
| 2008–09  | Маямі Гіт               | 40  | 1  | 15.8 | .369 | .344 | .839  | 1.6 | .5  | .3  | .4  | 4.2 |
| 2009–10  | Маямі Гіт               | 36  | 6  | 14.0 | .361 | .411 | .821  | 1.3 | .5  | .3  | .1  | 4.1 |
| 2010–11  | Маямі Гіт               | 81  | 8  | 19.1 | .422 | .429 | .833  | 2.0 | .5  | .4  | .2  | 5.9 |
| 2011–12† | Маямі Гіт               | 51  | 10 | 13.1 | .380 | .404 | .833  | 1.0 | .4  | .3  | .2  | 3.6 |
| 2012–13† | Маямі Гіт               | 38  | 0  | 5.8  | .344 | .302 | .500  | .6  | .3  | .1  | .2  | 1.6 |
| 2013–14  | Маямі Гіт               | 20  | 6  | 11.8 | .456 | .519 | .636  | 1.2 | .5  | .2  | .2  | 4.9 |
| 2014–15  | Клівленд Кавальєрс      | 57  | 2  | 11.7 | .368 | .360 | .848  | 1.1 | .4  | .2  | .1  | 4.4 |
| 2015–16† | Клівленд Кавальєрс      | 48  | 0  | 9.6  | .408 | .394 | .808  | 1.0 | .3  | .2  | .2  | 3.7 |
| Кар'єра  | Кар'єра                 | 661 | 91 | 16.2 | .399 | .398 | .846  | 1.9 | 0.5 | 0.3 | 0.3 | 5.4 |

#### Плей-оф
| Сезон   | Команда            | GP  | GS | MPG  | FG%  | 3P%  | FT%   | RPG | APG | SPG | BPG | PPG |
| ------- | ------------------ | --- | -- | ---- | ---- | ---- | ----- | --- | --- | --- | --- | --- |
| 2005    | Індіана Пейсерз    | 13  | 0  | 16.5 | .413 | .400 | .444  | 2.1 | .8  | .5  | .5  | 4.0 |
| 2006    | Фінікс Санз        | 20  | 6  | 17.7 | .341 | .308 | .846  | 3.6 | .3  | .3  | .9  | 4.3 |
| 2007    | Фінікс Санз        | 11  | 6  | 15.5 | .528 | .444 | .818  | 1.4 | .3  | .2  | .2  | 5.0 |
| 2009    | Маямі Гіт          | 7   | 7  | 33.6 | .531 | .500 | .917  | 2.3 | .7  | .4  | .1  | 9.6 |
| 2010    | Маямі Гіт          | 1   | 0  | 9.0  | .000 | .000 | 1.000 | .0  | .0  | .0  | .0  | 2.0 |
| 2011    | Маямі Гіт          | 12  | 0  | 22.7 | .471 | .459 | 1.000 | 2.5 | .2  | .5  | .2  | 6.5 |
| 2012†   | Маямі Гіт          | 20  | 0  | 8.7  | .372 | .300 | 1.000 | 1.0 | .1  | .2  | .1  | 2.6 |
| 2013†   | Маямі Гіт          | 9   | 0  | 3.7  | .429 | .750 | .000  | .3  | .0  | .0  | .1  | 1.0 |
| 2014    | Маямі Гіт          | 15  | 0  | 8.4  | .450 | .469 | .667  | .7  | .3  | .2  | .1  | 3.5 |
| 2015    | Клівленд Кавальєрс | 20  | 0  | 15.6 | .347 | .344 | .929  | 1.5 | .5  | .4  | .2  | 4.4 |
| 2016†   | Клівленд Кавальєрс | 12  | 0  | 4.6  | .200 | .143 | .250  | .3  | .3  | .0  | .0  | .5  |
| Кар'єра | Кар'єра            | 140 | 19 | 13.9 | .407 | .391 | .845  | 1.6 | .3  | .3  | .3  | 3.9 |